# Hyundai Ioniq 6

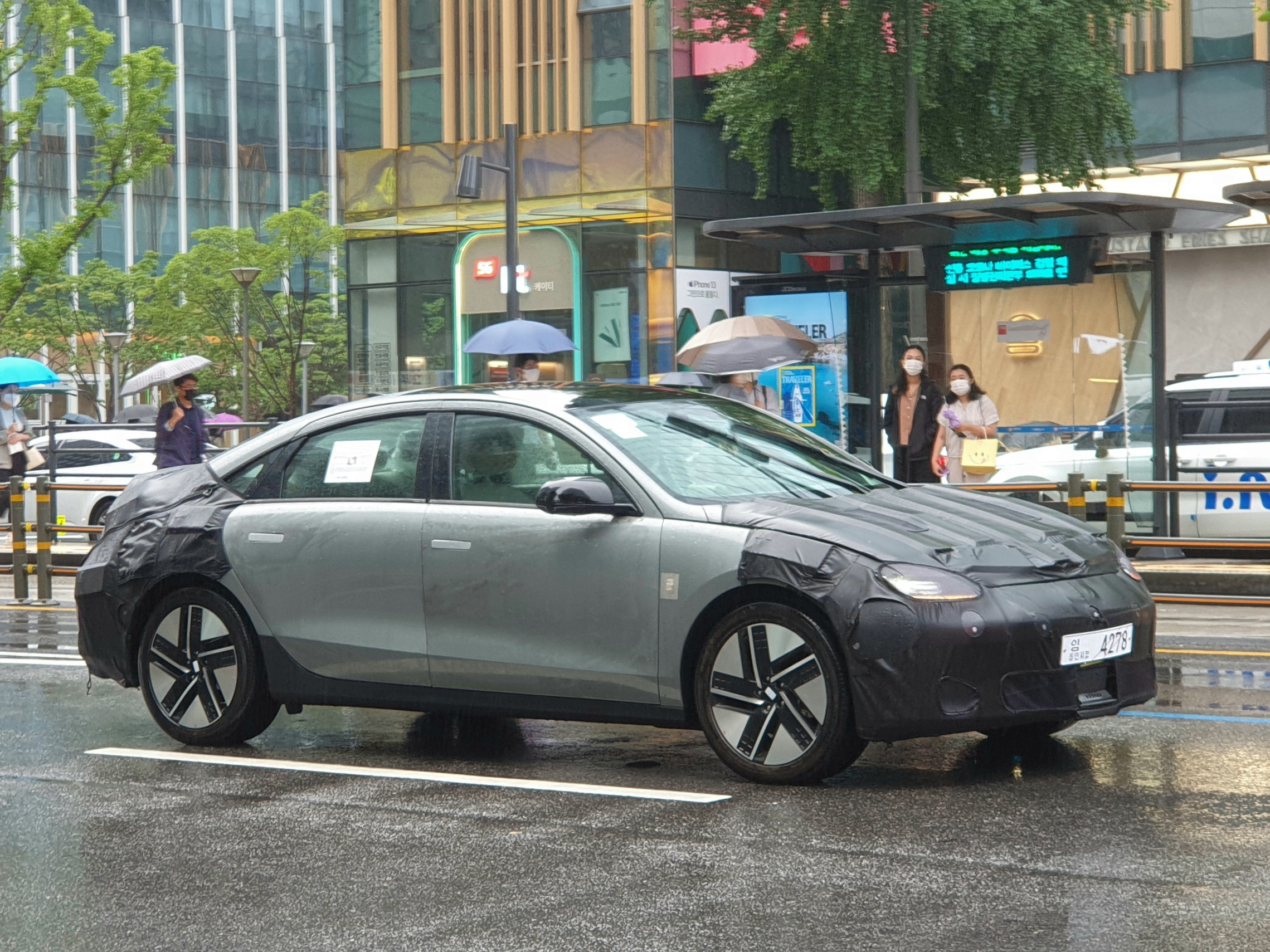
Испытания автомобиля

Hyundai Ioniq 6 — среднеразмерный двухмоторный электромобиль южнокорейской компании Hyundai Motors. Выпускается с 12 июля 2022 года.
Автомобиль производится в городе Асан, параллельно с Hyundai Sonata и Hyundai Grandeur. С конца 2022 года автомобиль продаётся на некоторых европейских рынках. В США автомобиль производится с января 2023 года, продажи стартовали в марте того же года.
В марте 2020 года был представлен концепт-кар Prophecy. 29 июня 2022 года были показаны фотографии первого серийного варианта.
Также был представлен спортивный автомобиль RN22e. Его конкурентом является Kia EV6 GT
Некоторые характеристики:
- Габариты: длина — 4855 мм, ширина — 1880 мм, высота — 1495 мм, колёсная база — 2950 мм.
- Масса: 1800–2055 кг. 3
- Динамические показатели: разгон до 100 км/ч — 8,8 сек., максимальная скорость — 185 км/ч.
- Аккумулятор: есть версии с батареей ёмкостью 53 кВт·ч и 77,4 кВт·ч.  12
- Зарядка: автомобиль способен заряжаться от скоростных терминалов мощностью 350 кВт и напряжением 800 вольт, на 80% заряжается за 18 минут. 12
- Особенности: способен делиться энергией с другими электромобилями через свой зарядный разъём, в салоне есть четыре разъёма USB Type-C и один USB Type-A.
- Электронные ассистенты: адаптивный круиз-контроль с функциями удержания в полосе и автоматического перестроения, функция автоторможения, система слежения за состоянием водителя и другие.

Hyundai Ioniq 6 — победитель премии World Car Awards 2023 года в категориях «Автомобиль года», «Электрический автомобиль года» и «Дизайн автомобиля года».

## Галерея

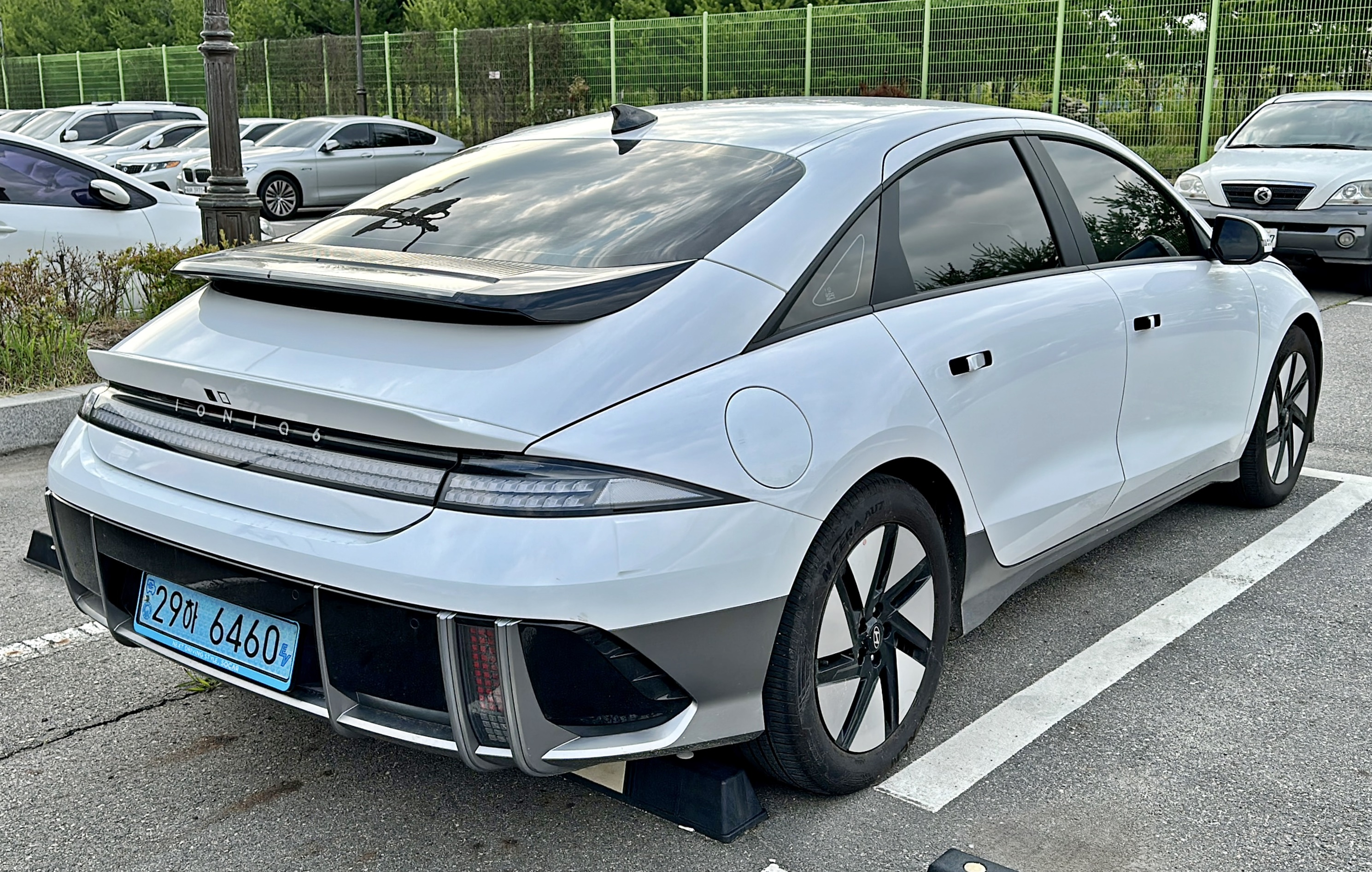
Вид сзади
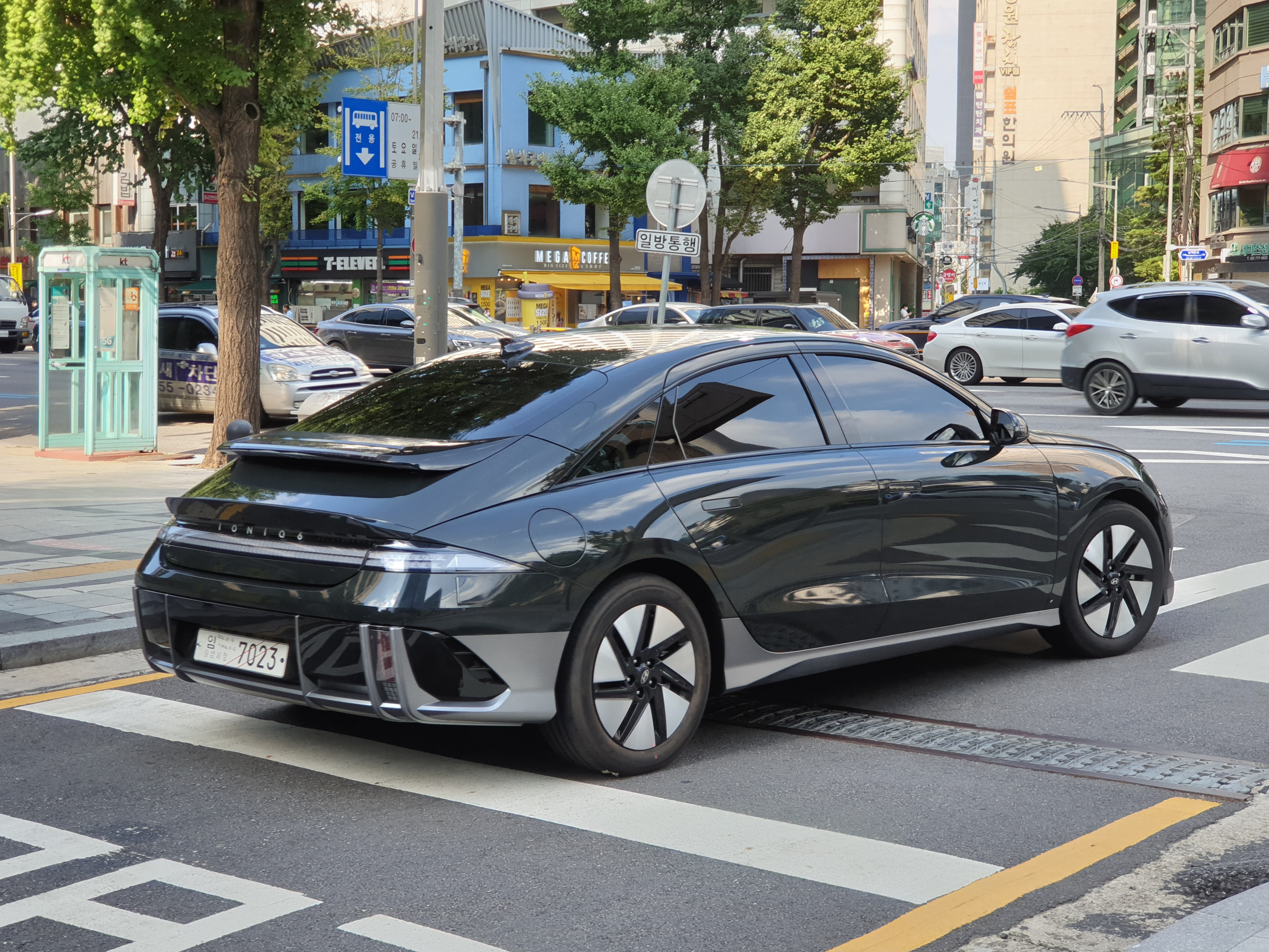
Вид сбоку
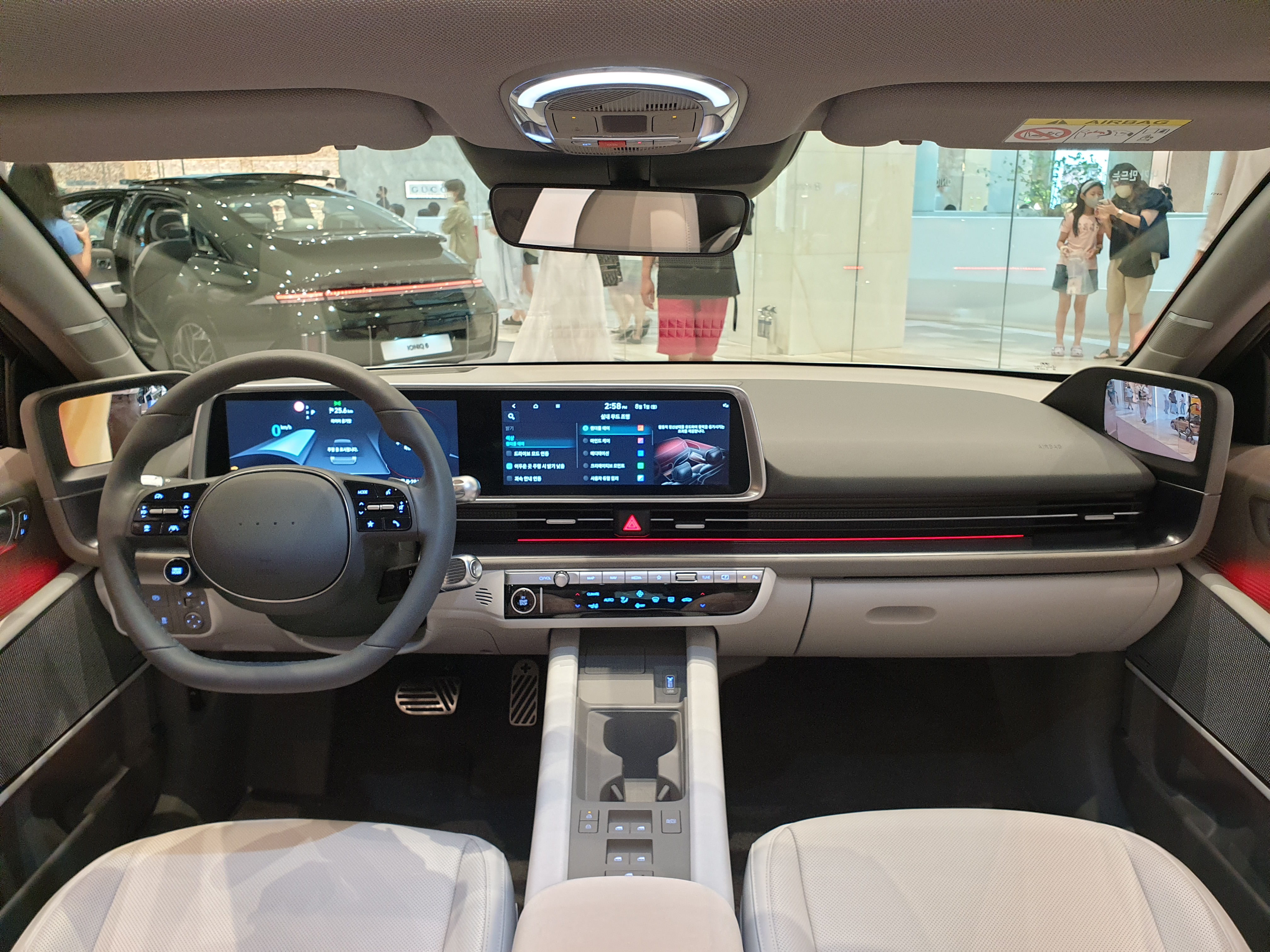
Место водителя
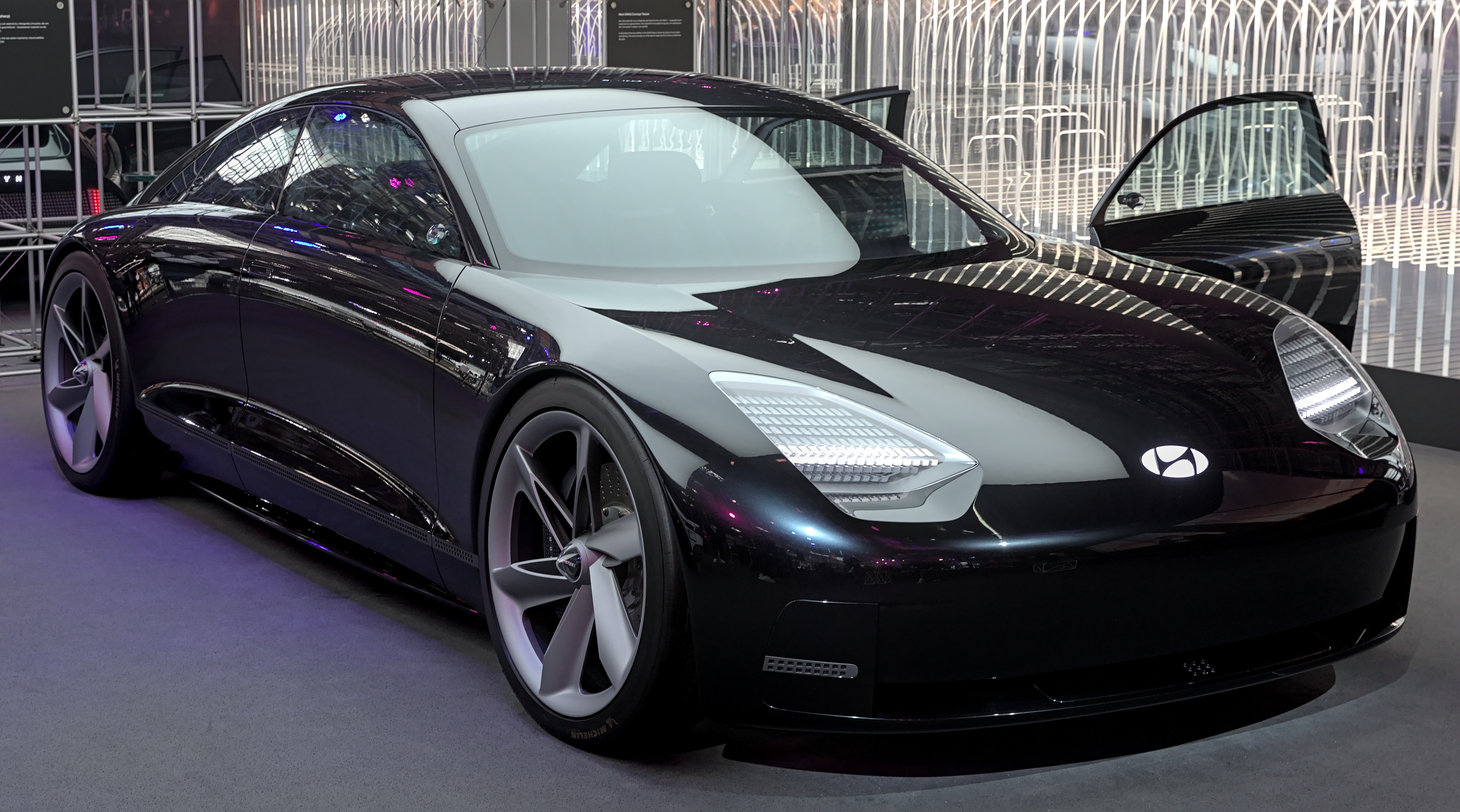
Hyundai Prophecy